# Блисс, Бобби
Бобби Блисс (англ. Bobbi Bliss), настоящее имя Одра Грегсон (англ. Bobbi Bliss, род. 6 января 1973, США) — американская порноактриса, лауреатка премии XRCO Award.

## Биография
Родилась 6 января 1973 года в США. Дебютировала в порноиндустрии в 1997 году, в возрасте около 24 лет.
Снималась для таких студий, как Adam & Eve, All Good Video, Elegant Angel, Evil Angel, JM Productions, Vivid Entertainment, VCA Pictures и других.
В 2000 году получила премию XRCO Award в номинации Orgasmic Oralist.
Ушла из индустрии в 2007 году, снявшись в 164 фильмах.

## Награды и номинации
| Год  | Награда    | Категория        | Работа | Результат |
| ---- | ---------- | ---------------- | ------ | --------- |
| 2000 | XRCO Award | Orgasmic Oralist | н/д    | Победа    |

## Избранная фильмография
- Udderly Ridiculous (2004)